# Pelagosit
Pelagosit (nach der Insel Palagruža, ital. Pelagosa, Adria) bezeichnet eine zuerst 1876 von Carlo de Marchesetti entdeckten und 1878 in Tschermaks Mineralogischen und petrographischen Mitteilungen sowie 1882/83 von Marchesetti beschriebene karbonatische Sinterbildung, die im Spritzwasserbereich subtropischer und tropischer Meeresküsten einen harten, glänzenden und schwarzgefärbten Überzug über den Gesteinen bildet. Der Überzug geht auf die krustenbildende Tätigkeit von Cyanobakterien zurück und besteht vor allem aus pisolithischem Aragonit mit einem geringen Anteil an Fremdbestandteilen, meist organischer Natur.
Die Bildungsweise war lange Zeit umstritten. Wesentlichen Anteil an der Erforschung von Pelagosit hatte die Arbeit von Ettore Onorato aus dem Jahr 1926. Eine aktuelle Arbeit stammt von Montanari und anderen (2007), die in der detaillierten Untersuchung solcher Krusten die Möglichkeit sehen, das Klima der Vergangenheit und die Hebungs- oder Senkungsgeschichte der Mittelmeer-Inseln zu rekonstruieren.